# 331-es busz
A 331-es számú regionális autóbusz Vác, autóbusz-állomás és Diósjenő, Arany János út között közlekedik Szendehely, Berkenye és Nógrád érintésével. Egyes menetek Berkenye, Ifjúság út és/vagy Nógrád, vasútállomás megállóhely érintése nélkül közlekednek. A viszonylatot a MÁV Személyszállítási Zrt. üzemelteti.

## Megállóhelyei
| 331 (Vác, autóbusz-állomás ◄► Diósjenő, Arany János út) | 331 (Vác, autóbusz-állomás ◄► Diósjenő, Arany János út) | 331 (Vác, autóbusz-állomás ◄► Diósjenő, Arany János út) | 331 (Vác, autóbusz-állomás ◄► Diósjenő, Arany János út) | 331 (Vác, autóbusz-állomás ◄► Diósjenő, Arany János út) | 331 (Vác, autóbusz-állomás ◄► Diósjenő, Arany János út) | 331 (Vác, autóbusz-állomás ◄► Diósjenő, Arany János út) | 331 (Vác, autóbusz-állomás ◄► Diósjenő, Arany János út) | 331 (Vác, autóbusz-állomás ◄► Diósjenő, Arany János út) |
| 331 (Diósjenő, újtelep ► Vác, autóbusz-állomás)         | 331 (Diósjenő, újtelep ► Vác, autóbusz-állomás)         | 331 (Diósjenő, újtelep ► Vác, autóbusz-állomás)         | 331 (Diósjenő, újtelep ► Vác, autóbusz-állomás)         | 331 (Diósjenő, újtelep ► Vác, autóbusz-állomás)         | 331 (Diósjenő, újtelep ► Vác, autóbusz-állomás)         | 331 (Diósjenő, újtelep ► Vác, autóbusz-állomás)         | 331 (Diósjenő, újtelep ► Vác, autóbusz-állomás)         | 331 (Diósjenő, újtelep ► Vác, autóbusz-állomás) |
| Perc (↓)                                                | Perc (↓)                                                | Perc (↓)                                                | Perc (↓)                                                | Megállóhely                                             | Perc (↑)                                                | Perc (↑)                                                | Perc (↑)                                                | Átszállási kapcsolatok |
| ------------------------------------------------------- | ------------------------------------------------------- | ------------------------------------------------------- | ------------------------------------------------------- | ------------------------------------------------------- | ------------------------------------------------------- | ------------------------------------------------------- | ------------------------------------------------------- | --- |
| 0                                                       | 0                                                       | 0                                                       | 0                                                       | Vác, autóbusz-állomás végállomás                        | 43                                                      | 38                                                      | 45                                                      | 300, 314, 328, 329, 330, 332, 333, 334, 335, 337, 338, 339, 342, 343, 345, 347, 348, 350, 351, 361, 363, 364, 365, 371, 455 1010, 1013 S70 G70 Z70 S71 G71 S77 S750 EC, EN (Vác) |
| 1                                                       | 1                                                       | 1                                                       | 1                                                       | Vác, Rákóczi tér                                        | 43                                                      | 38                                                      | 45                                                      | 328, 329, 330, 332, 342, 347, 361, 363, 455 |
| 2                                                       | 2                                                       | 2                                                       | 2                                                       | Vác, Hunyadi utca                                       | 43                                                      | 38                                                      | 45                                                      | 328, 329, 330, 332, 342, 347, 361, 363, 455 |
| 3                                                       | 3                                                       | 4                                                       | 4                                                       | Vác, autójavító                                         | 41                                                      | 36                                                      | 42                                                      | 328, 329, 330, 332, 342, 347, 350, 351, 361, 363, 455 1010, 1013 |
| 4                                                       | 4                                                       | 5                                                       | 5                                                       | Vác, Oktatási Centrum                                   | 40                                                      | 35                                                      | 41                                                      | 328, 329, 330, 332, 350, 351, 363 1010, 1013 S750 (Kisvác) |
| 6                                                       | 6                                                       | 7                                                       | 7                                                       | Vác, DDC főbejárat                                      | 38                                                      | 33                                                      | 39                                                      | 328, 329, 330, 332, 350, 351, 363 1010, 1013 |
| 8                                                       | 8                                                       | 10                                                      | 10                                                      | Vác, Transzformátor állomás                             | 36                                                      | 31                                                      | 36                                                      | 329, 330, 350, 351 1010, 1013 |
| 10                                                      | 10                                                      | 12                                                      | 12                                                      | Vác, Diósvölgy                                          | 34                                                      | 29                                                      | 34                                                      | 329, 330 |
| 12                                                      | 12                                                      | 15                                                      | 15                                                      | Vác, Sejcei elágazás                                    | 32                                                      | 27                                                      | 31                                                      | 329, 330 1010, 1013 |
| 14                                                      | 14                                                      | 17                                                      | 17                                                      | Szendehely-Katalinpuszta                                | 30                                                      | 25                                                      | 29                                                      | 328, 329, 330, 332 1010, 1011, 1012, 1013, 1014 |
| 16                                                      | 16                                                      | 19                                                      | 19                                                      | Szendehely, általános iskola                            | 28                                                      | 23                                                      | 27                                                      | 328, 329, 330, 332 1010, 1011, 1012, 1013, 1014 |
| 18                                                      | 18                                                      | 21                                                      | 21                                                      | Szendehely-Kapáskút                                     | 26                                                      | 21                                                      | 25                                                      | 329, 330 |
| 20                                                      | 20                                                      | 23                                                      | 23                                                      | Nőtincsi elágazás                                       | 24                                                      | 19                                                      | 23                                                      | 328, 329, 330, 332, 336 1010, 1013 |
| ∫                                                       | ∫                                                       | ∫                                                       | ∫                                                       | Berkenyei elágazás                                      | 21                                                      | 16                                                      | 19                                                      | |
| Berkenye, Ifjúság út megállót néhány járat nem érinti.  |                                                         |                                                         |                                                         |                                                         |                                                         |                                                         |                                                         | |
| 25                                                      | 25                                                      | ∫                                                       | 28                                                      | Berkenye, Ifjúság út                                    | 20                                                      | ∫                                                       | 18                                                      | |
| 26                                                      | 26                                                      | 26                                                      | 29                                                      | Berkenyei elágazás                                      | ∫                                                       | ∫                                                       | ∫                                                       | |
| 30                                                      | 30                                                      | 30                                                      | 33                                                      | Nógrád, eszpresszó                                      | 13                                                      | 10                                                      | 11                                                      | |
| Nógrád, vasútállomás megállót néhány járat nem érinti!  |                                                         |                                                         |                                                         |                                                         |                                                         |                                                         |                                                         | |
| ∫                                                       | 33                                                      | ∫                                                       | 36                                                      | Nógrád, vasútállomás                                    | 11                                                      | ∫                                                       | 9                                                       | S750 (Nógrád) |
| 32                                                      | 35                                                      | 32                                                      | 38                                                      | Nógrád, Mátyás király út 1.                             | 8                                                       | 8                                                       | 6                                                       | |
| 35                                                      | 38                                                      | 35                                                      | 41                                                      | Diósjenői elágazás                                      | 5                                                       | 5                                                       | 2                                                       | |
| 36                                                      | 39                                                      | 36                                                      | 42                                                      | Diósjenő, újtelep végállomás                            | 3                                                       | 3                                                       | 0                                                       | |
| 37                                                      | 40                                                      | 37                                                      | 43                                                      | Diósjenő, Szabadság út                                  | 2                                                       | 2                                                       | ∫                                                       | |
| 38                                                      | 41                                                      | 38                                                      | 44                                                      | Diósjenő, Arany János út végállomás                     | 0                                                       | 0                                                       | ∫                                                       | |